# شفیع (قوچان)
شفیع، روستایی از توابع بخش مرکزی شهرستان قوچان در استان خراسان رضوی ایران است.

## جمعیت
این روستا در دهستان دوغائی قرار داشته و بر اساس سرشماری سال ۱۳۸۵ جمعیت آن ۱٬۲۶۸ نفر (۳۰۴ خانوار)
بوده است.